# パロアルト・ストーリー
『パロアルト・ストーリー』（原題:Palo Alto）は2013年にアメリカ合衆国で公開されたドラマ映画である。監督はジア・コッポラ、主演はエマ・ロバーツとジェームズ・フランコが務めた。本作はフランコが2010年に発表した短編小説集『Palo Alto』を原作としている。なお、コッポラにとって本作が長編映画監督デビュー作となった。

## ストーリー
サッカーの練習をしていたエイプリルはコーチであるミスター・Bから「僕の息子（マイケル）の子守をしてくれるなら、ストライカーに起用してあげよう」という申し出を受けた。それからというもの、エイプリルとミスター・Bの距離は急速に接近していき、学校内でも噂されるようになった。その頃、テディとフレドはいつものように談笑していた。車に戻る途中、2人は万一事故を起こしたらどうするかについて話し合っていた。テディは「仮にエイプリルを轢いてしまったとしても、逃げ出してしまえば良いのさ。」などと上機嫌であった。テディはミスター・Bとどんどん仲良くなっていくエイプリルのことが気になってどうしようもなかったのである。
パーティー会場でエイプリルを見かけたテディは、彼女を墓地へと連れて行った。その際、テディはどさくさに紛れてエイプリルの手を握った。エイプリルは墓地の木にハートを彫り込み、その様子を見ていたテディはどこか嬉しそうであった。会場に戻ったテディは酒を飲んで気分が良くなっていたのだが、エミリーに強引に浴室へと連れ込まれてしまった。その様子を運悪く目撃してしまったエイプリルは嫉妬し、近くにいたイヴァンを誘惑した。酔っていたために思うように抵抗できなかったテディは、エミリーにキスどころかフェラチオをされる事態に至った。極めて不快な思いをしたテディは煙草を吸いに外へ出たが、そこではエイプリルとイヴァンがキスをしていた。怒り心頭に発したテディはフレドを連れてパーティー会場を後にした。帰宅途中、飲酒運転が原因で事故を起こしてしまったが、前言通りにそのまま逃げ去った。翌日、テディの自宅に警察がやって来て、テディは飲酒運転の容疑で逮捕されてしまうのだった。
プールで友達と雑談をしていたエイプリルは、エミリーとテディの一件を聞いて愕然とした。その頃、テディは法廷で12ヶ月間の保護観察と児童図書館での奉仕を言い渡された。また、エミリーは友人たちと一緒にバスケットボールを観戦し、フレドに目を付けていた。試合後、エミリーはフレドを誘惑して自宅に連れ込み、そのまま性行為に及んだ。
テディが図書館で奉仕活動に励んでいると、そこにフレドがやって来た。あろうことか、フレドは児童書に男性器の落書きをして帰って行った。それが原因でテディは説教を食らうことになった。その頃、エイプリルはレポートの添削を受けるためにミスター・Bの家に向かっていた。添削が終わった後、ミスター・Bはエイプリルにキスをし、「君を愛している」と告白した。その夜、テディはエイプリルとミスター・Bがキスをしたという話を聞いて、我を忘れんばかりに怒り狂ってしまった。テディはフレドを連れて墓地へ向かい、エイプリルがハートを彫り込んだ木を切り倒した。翌日、フレドはエミリーの家へと向かった。フレドはエミリーを連れて友人の家へ向かい、そこで乱交に興じた。サッカーの練習中にミスター・Bから素っ気ない扱いを受けたエイプリルは「もう二度と会いたくない」と彼に言い放ったが、ミスター・Bが真摯に謝罪する姿を見て怒りが収まった。
エイプリルは父親にレポートを代筆させたことがばれて叱責されていた。その頃、テディとフレドは芸術の授業に出席していた。教師はフレドの作品を「死のトンネル」と的外れに批評した挙げ句、フレドの名前をボブと間違い続けた。その後、エイプリルはモヤモヤした気分のままサッカーの試合に参加したが、それが原因で得点のチャンスを逃してしまった。ミスター・Bはエイプリルを慰めるために自宅へと連れて行った。エイプリルはミスター・Bに処女を捧げた。翌日、エイプリルがマイケルの子守をしていると、マイケルがとんでもない一言を言い放った。

## キャスト
- エマ・ロバーツ - エイプリル
- ジェームズ・フランコ - ミスター・B
- ジャック・キルマー - テディ
- ナット・ウルフ - フレド
- ゾーイ・レヴィン - エミリー
- ヴァル・キルマー - スチュワート、エイプリルの義理の父親。
- キーガン・アレン - アーチー（スカル）
- マーガレット・クアリー - ラケル
- クリス・メッシーナ - ミッチ

## 製作・公開
本作の主要撮影は2012年11月から12月にかけてカリフォルニア州で行われた。なお、本作の撮影はヴァル・キルマーが所有する住居でも行われた。
本作のサウンドトラックは2014年6月3日にドミノ・レコーズから発売された。ジャック・キルマーが歌う「T.M.」やナット&アレックス・ウルフが歌う「Rock Star」も収録されている。
2013年8月、本作はテルライド映画祭でプレミアを迎えた。9月1日には、第70回ヴェネツィア国際映画祭で上映された。また、2014年4月24日にはトライベッカ映画祭、5月3日にはサンフランシスコ国際映画祭での上映が行われた。7月29日にはビデオオンデマンドでの配信が始まった。

## 評価
本作は批評家から好意的に評価されている。映画批評集積サイトのRotten Tomatoesには118件のレビューがあり、批評家支持率は71%、平均点は10点満点で6.3点となっている。サイト側による批評家の見解の要約は「『パロアルト・ストーリー』はジア・コッポラ監督の将来を約束するデビュー作となった。物語がはちゃめちゃではあるが、手堅い演技と美しい画面がそれを補って余るものになっている。」となっている。また、Metacriticには34件のレビューがあり、加重平均値は69/100となっている。
『エンパイア』のイアン・フリーアは本作に5つ星評価で4つ星を与え、「ティーンエイジャーの日常を忠実に描き出しており、しかも鮮烈だ。そこにはベテランの映画監督だけが思い描けるような自然な感じと同情がある。」「エマ・ロバーツの演技は際立っており、観客の心を打つ。一切のごまかしを排した上で、思春期特有の不安や渇望を表現したからであろう。」と絶賛している。